# 조지서
조지서(趙之瑞, 1454년 - 1504년)은 조선의 문신으로 호는 지족(知足), 본관은 임천이다.
1474년에 과거에 합격하여 관계에 진출, 이후 성종에 의해 허침과 함께 연산군의 스승으로 임명되었지만 연산군에게 온정주의적인 태도였던 허침과 반대로 연산군을 엄히 대하여 연산군의 미움을 샀고, 결국 갑자사화 때 처형되었다. 관직은 1495년, 창원부사에 이르렀다.

## 갑자사화
갑자사화 때 음력 윤4월 16일 당직청에서 국문 도중 사망하였다. 참두 후 '제 스스로 높은 체하고 군상(君上)을 능멸한다'라는 찌가 달려 효시되었고, 이후 능지되어 시체가 팔도에 돌려져 보이고 가산이 적몰되었다.

## 조지서를 연기한 배우
- 전병옥 - 한명회 (드라마)
- 안대용 - 장녹수 (드라마)
- 안병경 - 왕과 비